# Titina

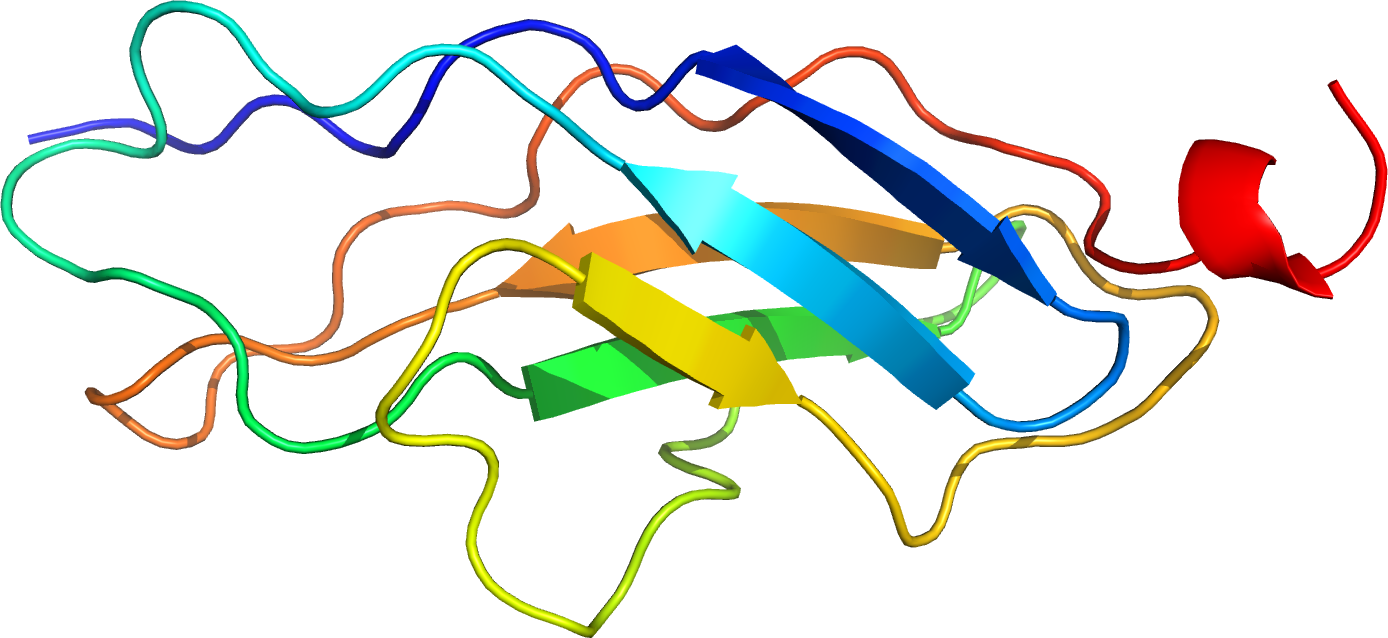
Estructura tridimensional de un módulo tipo I de titina basado en Protein Data Bank.

La titina es la proteína fibrilar más grande que se conoce, cuya masa molecular está cerca de 4 millones de daltons, que es codificada por el gen TTN.
La proteína está formada por múltiples dominios, que contribuyen a su estructura. Estos dominios responden a la tensión desplegándose y volviendo a renaturalizarse, de manera que la cadena polipeptídica actúa como un resorte dentro del sarcómero.
Esta proteína es importante en la contracción del músculo estriado ya que contribuye a la transmisión de fuerza. Además, limita el margen de movimiento del sarcómero cuando este se tensiona, proporcionando al músculo cierta rigidez.

## Características
La titina es una proteína muscular gigante, con un peso molecular en el rango de MegaDaltons (≃3.800.000,  3,8 × 106  Da) y una longitud de contorno de más de 1 micrómetro (μm).
La estructura terciaria de la molécula es relativamente simple y la secuencia predice que más del 90 % del polipéptido está plegado en una cadena de dominios similares a immunoglobulina (Ig) y fibronectina (FnIII).
La proteína está formada por 244 dominios, que contribuyen a su estructura. Estos dominios responden a la tensión desplegándose y volviendo a renaturalizarse, de manera que la cadena polipeptídica actúa como un resorte dentro del sarcómero, unidad funcional y contráctil del músculo. 
La titina es la proteína más grande del cuerpo humano y que se extiende ~1 μm  por el semisarcómero, desde el disco Z hasta la banda M del sarcómero. Muestra propiedades similares a las de un resorte en la región de la banda I.

Actúa conectando la línea Z con la línea M, de modo que contribuye a la transmisión de fuerza en la línea Z y libera tensión en la región de la banda I.
I-band elastic region: Ig, N2B, Ig, PEVK, Ig.
Además, limita el margen de movimiento del sarcómero cuando este se tensiona, proporcionando al músculo cierta rigidez. Durante la relajación, la titina genera tensión pasiva mediante extensión elástica cuando se distiende el sarcómero. 

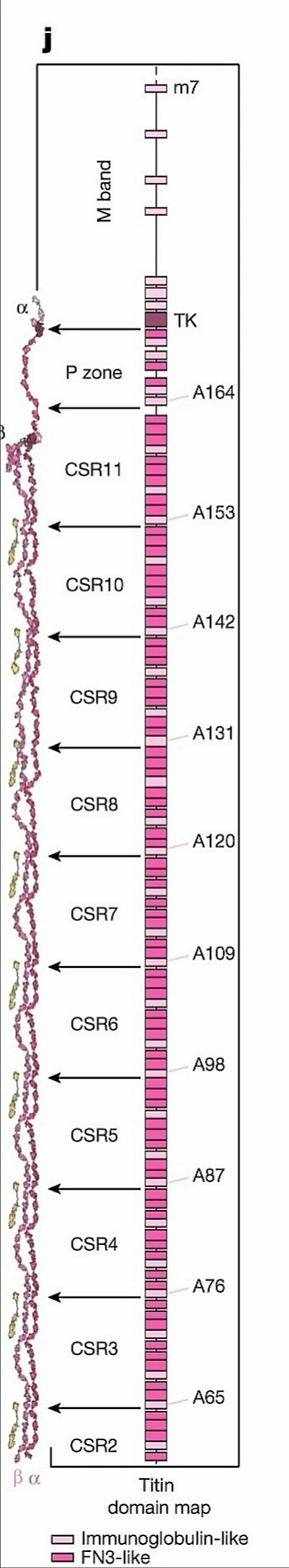
Mapa de la disposición de los dominios de Titina dentro del sarcómero. Banda M arriba.

En la porción extensible de la banda I de los sarcómeros, el filamento de titina está compuesto de regiones polipeptídicas no estructuradas y dominios de inmunoglobulina (Ig) dispuestos repetidos en tándem.
Las propiedades mecánicas de la banda I de la titina on consecuencia del desenrollado o retroceso de los segmentos no estructurados y del desdoblamiento o redoblamiento de los dominios Ig.
Dominio PEVK (Pro-Glu-Val-Lys). 

## Genética
La proteína titina es codificada por el gen TTN ubicado en el cromosoma 2 (humano), brazo largo (q) en la banda 31.2 (2q31.2). El gen que la codifica (TTN, con 281 kb)  contiene 363 exones, más que ningún otro.
Las variaciones en la secuencia de la titina entre los diferentes tipos de músculo se han correlacionado con diferencias en las propiedades mecánicas de los mismos.

Las isoformas número 3, 7 y 8 están expresadas en el músculo cardiaco. La Isoforma 4 es  expresada en el músculo esquelético de los vertebrados. La Isoforma 6 está expresada en el músculo esquelético.

## Funciones
La titina se ha asociado con varias funciones:
- mecánicas en la regulación de fuerza activa y pasiva en los músculos,
- estructurales y de desarrollo en la organización del sarcómero,
- funciones asociadas con la mecanodetección y señalización.[5]

## Relevancia clínica
Se han asociado algunas mutaciones del gen de titina con la cardiomiopatía hipertrófica familiar y la miocardiopatía dilatada, así como con la distrofia tibial. Los pacientes con ciertas enfermedades autoinmunes, como la esclerodermia, producen autoanticuerpos contra la titina.

## Consideraciones lingüísticas
Siendo la proteína más grande, también su nombre químico es el más largo. Los lexicógrafos no consideran los nombres químicos como palabras, sino como fórmulas verbales; de no ser así, este nombre sería la palabra más larga. 
El nombre IUPAC sería muy largo de reproducir en esta enciclopedia de temas generales. 
Tendría una longitud total de 189 819 letras. Se tarda más de tres horas en pronunciar su nombre químico.
De los químicos que constituyen la proteína. En orden de primera aparición:
- metionilo (que aparece 337 veces, incluido como primer componente)
- treonilo (que aparece 2083 veces, inicialmente como el segundo y tercer componente)
- glutaminilo (que aparece 724 veces, inicialmente como el cuarto componente)
- alanilo (que aparece 1632 veces, inicialmente como el quinto componente)
- prolilo (que aparece 1834 veces, inicialmente como el sexto componente)
- fenilalanilo (que aparece 672 veces, inicialmente como el octavo componente)
- leucilo (que aparece 1694 veces, inicialmente como el decimotercer componente)
- serilo (que aparece 1910 veces, inicialmente como el decimoquinto componente, y por última vez como el penúltimo componente)
- valilo (que aparece 2414 veces, inicialmente como el componente decimosexto, decimoséptimo y decimoctavo)
- glutamilo (que aparece 2324 veces, inicialmente como el vigésimo componente)
- glicilo (que aparece 1731 veces, inicialmente como el vigésimo primer componente)
- histidilo (que aparece 391 veces, inicialmente como el trigésimo componente)
- isoleucilo (que aparece 1657 veces, inicialmente como el trigésimo primer componente, y sin incluir una aparición de isoleucina como componente final)
- triptófilo (que aparece 401 veces, inicialmente como el cuadragésimo segundo componente)
- arginilo (que aparece 1405 veces, inicialmente como el cuadragésimo quinto componente)
- aspartilo (que aparece 1430 veces, inicialmente como el cuadragésimo sexto componente)
- lisilo (que aparece 2199 veces, inicialmente como el sexagésimo noveno componente)
- asparaginilo (que aparece 902 veces, inicialmente como el septuagésimo noveno componente)
- tirosilo (que aparece 829 veces, inicialmente como el componente ochenta y tres)
- cisteinilo (que aparece 356 veces, inicialmente como el componente novecientos treinta y dos)
- isoleucina (que aparece una vez, como componente final)